# Norcatur
Norcatur – miasto położone w hrabstwie Decatur.